# Fannia vernalis
Fannia vernalis är en tvåvingeart som beskrevs av Nishida 1974. Fannia vernalis ingår i släktet Fannia och familjen takdansflugor. Inga underarter finns listade i Catalogue of Life.